# Luciano Capra
Luciano Capra, más conocido como Lucho Capra, (Quilmes, 16 de septiembre de 1993) es un jugador profesional de pádel argentino. En la actualidad juega en World Padel Tour y ha conquistado un título profesional en este circuito. Siendo zurdo, ocupa usualmente la posición derecha de la pista.

## Carrera deportiva
Dio sus primeros pasos en World Padel Tour en 2012, jugando con jugadores como Juan Manuel Restivo, Víctor Sánchez Vera, Ernesto Moreno, Marcelo Capitani, Raúl Díaz García y Cutu Pérez Millán. Destacó por primera vez en el circuito en 2015, dando la gran sorpresa al alcanzar la final en Barcelona junto al correntino David Gutiérrez. Ese año alternó con varias parejas más como Enric Sanmartí, Christian Fuster, Juan Gisbert y Juan Manuel Vázquez.
En 2016 se asentó junto a Gonzalo Díaz Sangiorgio, logrando clasificar al Masters de fin de año, el cual lo jugó junto a Marcello Jardim. En 2017 siguió junto a Gonzalo Díaz, siendo semifinales su mejor resultado y clasificó nuevamente al Masters de fin de año. En 2018 jugó junto a Ramiro Moyano, alcanzando su segunda final en la ciudad de Lugo.
En 2019 compartió pista junto a Miguel Lamperti, Cristian Gutiérrez Albizu y Lucas Campagnolo pero no logró superar nunca los cuartos de final en ningún torneo. En 2020 volvió a jugar junto a Ramiro Moyano sin grandes actuaciones.
En 2021 arrancó junto a Pablo Lijó pero cambió rápidamente por Maxi Sánchez, con quien consiguió su primer título de World Pádel Tour en Valladolid. Ambos clasificaron al Masters de fin de año (su tercera participación), donde cayeron en cuartos de final.
En 2022 arrancará la temporada junto a Javier Ruiz.

## Palmarés

### World Pádel Tour

#### Títulos
| N.º | Año                 | Torneo     | Pareja       | Oponentes en la final         | Resultado |
| --- | ------------------- | ---------- | ------------ | ----------------------------- | --------- |
| 1.  | 27 de junio de 2021 | Valladolid | Maxi Sánchez | Federico Chingotto Juan Tello | 6-3 / 6-4 |

#### Finales
| N.º | Año                     | Torneo    | Pareja          | Oponentes en la final         | Resultado       |
| --- | ----------------------- | --------- | --------------- | ----------------------------- | --------------- |
| 1.  | 29 de marzo de 2015     | Barcelona | David Gutiérrez | Matías Díaz Paquito Navarro   | 1-6 / 2-6       |
| 2.  | 9 de septiembre de 2018 | Lugo      | Ramiro Moyano   | Matías Díaz Alejandro Galán   | 0-6 / 4-6       |
| 3.  | 22 de mayo de 2022      | Copenague | Maxi Sánchez    | Sanyo Gutiérrez Agustín Tapia | 7-5 / 5-7 / 0-6 |